# Gauthieria
Gauthieria is een geslacht van uitgestorven zee-egels uit de familie Phymosomatidae.

## Soorten
- Gauthieria parva Kongiel, 1936 †
- Gauthieria sadeki Lambert, 1932 †